# Guz glioneuronalny komory czwartej tworzący rozety
Guz glioneuronalny komory czwartej tworzący rozety (ang. rosette-forming glioneuronal tumour of the fourth ventricle, RGNT) – opisany pierwotny guz ośrodkowego układu nerwowego, uwzględniony w najnowszej klasyfikacji WHO (2007). Został opisany w 1995 roku przez Kuchelmeistera i wsp. jako dysembrioplastyczny guz neuroepitelialny móżdżku (dysembryoplastic neuroepithelial tumour of the cerebellum), i uznany za odrębną jednostkę patologiczno-kliniczną przez Komoriego i wsp. w 2002 roku, w pracy opisującej serię jedenastu przypadków choroby. Do 2007 roku w piśmiennictwie przedstawiono 17 przypadków tego guza. Według definicji WHO jest to rzadki, wolnorosnący guz okolicy czwartej komory mózgu, występujący przede wszystkim u młodych dorosłych (średnia wieku 33 lata). Głównymi objawami są wodogłowie i ataksja. Typowo guz rozwija się w linii środkowej, zajmuje móżdżek i strop czwartej komory. Często zajmuje światło czwartej komory i (lub) wodociąg mózgu, może też rozrastać się w parenchymie mózgowia. W obrazach MR T2-zależnych jest dobrze odgraniczonym, hiperdensyjnym guzem. Histopatologicznie charakteryzuje się dwufazową, neurocytarno-glejową architektoniką. Komponenta neuronalna składa się z neurocytów tworzących rozety neurocytarne z eozynofilnym, synaptofizyno-dodatnim rdzeniem i (lub) okołonaczyniowe pseudorozety. Komponenta glejowa przeważa w utkaniu guza i w typowych przypadkach przypomina gwiaździaka włosowatokomórkowego. Guz jest określany jako łagodny, leczenie jest chirurgiczne. Kod ICD-O ICD-O9509/1
 jest wspólny dla RGNT i brodawkowatego guza glioneuronalnego (PGNT).